# Горячее поле (Тентелева)
Горячее поле — исторический район Санкт-Петербурга. Находилось на территории Тентелевой деревни в конце нынешнего Химического переулка. Название известно с начала XX века.

## История
Название местность получила по фамилии местного землевладельца Горячева и представляла собой пустырь.
Название просуществовало до 1969 года, когда само «поле» было упразднено в результате массовой застройки.